# 에드워드 8세
에드워드 8세(Edward VIII, 1894년 6월 23일 ~ 1972년 5월 28일)는 1936년 1월 20일부터 1936년 12월 11일까지 그레이트브리튼 및 북아일랜드 연합왕국의 국왕이자 인도 제국의 황제(영어: King of the United Kingdom of Great Britain and Northern Ireland and Emperor of India)였다. 본명은 에드워드 앨버트 크리스천 조지 앤드루 패트릭 데이비드 윈저(영어: Edward Albert Christian George Andrew Patrick David Windsor)이다. 미국 출신의 이혼여성인 월리스 워필드 심슨(Wallis Warfield Simpson)과 결혼하고자 했으나 많은 사람들이 반대하자 왕위를 남동생인 조지 6세에게 물려주고 에드워드 8세에서 윈저 공으로 신분이 바뀐 사건으로 유명하다. 정치적으로는 제2차 세계 대전 당시 적성국가인 나치 독일을 지지하여 영국 왕실에서 에드워드 8세 부부를 프랑스에서 영국으로 소환하였다.

## 생애
1894년 당시 왕세손인 조지 5세의 아들로 태어났다. 1913년 군에 입대하여, 총사령관, 보병장 등을 거쳤다. 1916년 예편 후 케임브리지 대학에서 수학했고 1919년 교사, 약제사, 육군교관, 연방행정관, 라디오 뉴스 해설자, 국방행정관 등으로 일했으며 그 뒤에는 스탠리 볼드윈의 재무장관과 내무장관을 역임했고 헤럴드 맥밀런, 네빌 체임벌린, 오스틴 체임벌린, 허버트 헨리 애스퀴스, 해럴드 윌슨, 스탠리 볼드윈 등과 교류했다.
1926년 에든버러 대학총장을 거쳐 1932년 해군장관을 거쳐 1934년 병원 의사가 되었다. 1936년 군주가 되었으나 사퇴하고 윈저 공작이 되었으며, 월리스 심슨과 결혼했다. 그 당시 월리스 심프슨과의 결혼은 기념비적인 세기의 로맨스였다. 월리스 심프슨 부인은 미국 출신에 두 번이나 이혼한 경험이 있었고, 에드워드 8세는 왕위 계승순위 제1순위의 후계자였다. 왕위 계승이 확실시 되었던 에드워드 8세는 왕권에 대한 책임을 지는 대신 사랑을 선택하여 왕좌를 버렸다. 두 사람은 오랜 비밀 관계가 영국 국민과 정치인들에게 들통나자 프랑스로 거처를 옮겨 국제적 인사로 상류사회를 순회하며 살았다.
또한 그는 1937년 군수로 일했다. 제2차 세계 대전 당시 독일 나치 관료들과 히틀러의 환영을 받았으나 윈스턴 처칠과 밀약을 맺고, 유화 정책을 비판하였다. 또한 영국, 프랑스, 뉴질랜드, 미국을 방문하는 모습을 보였다. 1944년 체코슬로비키아에서 회담을 나누고 유고슬라비아의 티토 대통령을 사귀기도 했다.1952년 동생이 사망한 이후에는 1953년 영국을 방문하여 어머니의 장례식에 참여했으며 루스벨트와도 밀약을 맺었다. 그 뒤 험프리 부통령, 존슨 대통령과 함께 베트남전쟁을 지지하고 닉슨 사임을 요구했는데 현관 제막식 때도 영국을 방문했다.
1972년 후두암으로 자택에서 치료를 받던 도중 급성 심근경색으로 세상을 떠났다.

## 비판
아돌프 히틀러를 지지하여 나치를 옹호하기 위해 1937년, 나치 전당대회에 가족들을 데리고 참석해서 나치 지지연설을 했는데 이 때 아직 어린이였던 조카 엘리자베스 2세에게 나치식 경례를 시켰다.